# عنكبوت صياد سرتي
عنكبوت صياد سرتي (الاسم العلمي: Eusparassus syrticus) هو نوع من العنكبوتيات يتبع جنس العنكبوت الصياد من فصيلة العناكب الصيادة. سمي هذا النوع من العناكب نسبةً إلى مدينة سرت في ليبيا.